# دوت. (مسلسل تلفزيوني)
دوت. أو نقطة. (بالإنجليزية: . Dot)‏ هو مسلسل رسوم متحركة تلفزيوني للأطفال يعتمد على كتاب راندي زوكربيرج. ظهرت السلسلة لأول مرة على قناة سي بي سي أطفال [الإنجليزية] في كندا في 6 سبتمبر 2016. تم عرض المسلسل لأول مرة على قناة يونيفرسال كيدز [الإنجليزية] في الولايات المتحدة في 22 أكتوبر 2016.

## الحبكة
الفتاة دوت. تهوى المغامرات وتتبعها، هي فتاة نشطة ومبدعة بالتكنولوجيا تبلغ من العمر ثماني سنوات، وتستخدم التكنولوجيا لحل المشكلات وهي تحب أن تستكشف العالم من حولها مع أصدقائها؛ هال، وروبي، ونيف، وديف، مع كلبها سكراتش.

## إنتاج
تم بث الموسم الأول، الذي يتكون من 52 حلقة، في 22 أكتوبر 2016. وقد تم طلب الموسم الثاني في 26 يناير 2018، والذي سيتكون من 26 حلقة.

## روابط خارجية
- دوت. (مسلسل تلفزيوني) على موقع IMDb (الإنجليزية)
- دوت. (مسلسل تلفزيوني) على موقع كينوبويسك (الروسية)
- دوت. (مسلسل تلفزيوني) على موقع قاعدة بيانات الفيلم (الإنجليزية)

- دوت.  في قاعدة بيانات الأفلام على الإنترنت (بالإنجليزية)
- دوت.